# Troglothele
Troglothele is een geslacht van spinnen uit de familie Barychelidae.

## Soorten
Het geslacht kent de volgende soort:
- Troglothele coeca Fage, 1929